# Wat Zien Ik?!
Wat Zien Ik?! is een Nederlandse musical uit 2006 van De Graaf & Cornelissen Producties B.V.. Het is een musical bewerking van een roman van Albert Mol.

## Verhaal
Wat Zien Ik?! speelt zich af op De Wallen in het Amsterdam van de jaren zestig. De hoofdpersonen zijn de prostituees (of sociaal werksters, zoals ze zichzelf noemen) Blonde Greet en de boven haar wonende Nel (door Greet aangeduid als Haar van Boven), die een keur aan klanten ontvangen.
Greet is vrijgezel, niet op haar mondje gevallen en snel van begrip. Volgens haar zijn mannen niet te vertrouwen, en zal ze er nooit aan beginnen. Nel is wat naïever en heeft probleem met Sjaak, haar pooier en vrijer die last heeft van losse handjes.

In café 't Mandje, van Bet van Beeren, op de Zeedijk, waar de dames regelmatig naartoe gaan, ontmoet Greet op een dag Piet, op wie ze op slag verliefd wordt. Nel realiseert zich hierdoor dat haar relatie met Sjaak toch niet ideaal is.

Als Nel voor de zoveelste keer mishandeld is besluit Greet dat Nel van hem af moet, en ze plaatst een contactadvertentie in de krant voor Nel: Man zoekt vrouw voor dingen. De advertentie is geen succes, maar hierdoor ontmoet ze bij toeval wel de vertegenwoordiger van een vlekkenverwijderaar Bert. Terwijl er tussen Nel en Bert iets opbloeit, komt Greet erachter dat haar Piet getrouwd is. Ze maakt het uit en besluit dat zij en Nel er samen een weekje tussenuit moeten, naar Parijs. Nel vraagt Bert ook mee, en boven op de Eiffeltoren vraagt hij haar ten huwelijk.

Teruggekomen ontmoeten Greet en Piet elkaar weer, en wederom bloeit er weer wat tussen hen twee. Nel wordt echter heen en weer getrokken tussen Sjaak en Bert. Moet ze haar leventje opgeven en met Bert naar Eindhoven vertrekken, of moet ze toch voor Sjaak kiezen. Uiteindelijk hakt ze de knoop door en kiest ze voor Bert. Bij het uitkiezen van een trouwjurk wordt Greet echter weer met de neus op de feiten gedrukt als Piet de echtgenoot blijkt te zijn van de zwangere verkoopster. Nel trouwt en vertrekt naar Eindhoven, Greet blijft alleen, verdrietig en gedesillusioneerd achter.

## Rolverdeling
| Ellen Pieters         | Blonde Greet                                                              |
| Mariska van Kolck     | Haar van Boven                                                            |
| Johnny Kraaijkamp jr. | Sjaak / Bert                                                              |
| Hans Breetveld        | Piet                                                                      |
| Kiki Classen          | Janneke / Heilsoldate / Stien                                             |
| Arie Cupé             | 4 Klanten / Oude Nicht / Man / Alternate Sjaak / Bert                     |
| Duck Jetten           | Bet van Beeren / Leen / Vrouw in Heck                                     |
| Hilke Bierman         | Noortje / Truus / Operazangeres / Alternate Blonde Greet / Haar van Boven |
| Karel Simons          | Ensemble / Lucas                                                          |
| Fleur van de Water    | Ensemble / Polly / Understudy Noortje                                     |
| Marlous Tolhuisen     | Ensemble / Bep / Understudy Operazangeres / Bet van Beeren / Leen         |
| Annemarie Libbers     | Ensemble / Coby / Understudy Verpleegster                                 |
| Rosalie de Jong       | Ensemble / Verpleegster / Tina / Understudy Janneke / Heilsoldate / Stien |
| Nelleke Schoo         | Ensemble / Klaartje / Understudy Truus                                    |
| Barry Meijer          | Ensemble / Koos / Understudy Klant 2 / Piet / Man                         |
| Menno Leemhuis        | Ensemble / Reisleider / Understudy Oude Nicht / Klant 4 / Agent 1         |
| Dennis Radelaar       | Ensemble / Understudy Klant 3 / Lucas / Koos / Reisleider                 |
| Mathijs Pater         | Ensemble / Agent 1 / Understudy Klant 1 / Man / Drogist                   |

## Crew
| Regie           | Paul van Ewijk                               |
| Muziek          | Dick Bakker Tom Bakker                       |
| Band            | Ramses Dunker (toetsen, bandleider)          |
|                 | Tineke Meijer (toetsen)                      |
|                 | Angelo Torree (gitaar)                       |
|                 | Hubert-Jan Hubeek (saxofoons, klarinet, EWI) |
|                 | Arjan Beumer (bas)                           |
|                 | Andre van Damme (drums)                      |
| Script          | Frans Mulder Allard Blom                     |
| Choreografie    | Perry Dossett                                |
| Decor           | Marjolein Ettema                             |
| Kostuums        | Arno Bremers                                 |
| Licht           | Pelle Herfst                                 |
| Assistent decor | Niels Mathot                                 |
| Assistent regie | Jolanda Mul                                  |
| Producenten     | Ruud de Graaf, Hans Cornelissen              |

## Liedjes
Eerste Akte
1. Ouverture
2. Mannen Sluit de Rijen / Dag Lekker Ding (ensemble, Greet & Nel)
3. Vieze Meid (Greet & ensemble)
4. Alle Wijven de Kolere (Sjaak)
5. In 't Café van Bet van Beeren (Bet & ensemble)
6. Soms (Nel, Truus, Polly, Bep, Coby, Stien, Tina, Klaartje & Eugène)
7. Violen (Greet)
8. Hij Heet Piet (Greet, Nel, Tina, Klaartje, Polly, Bep & Coby)
9. Violen - Reprise (Greet & Piet)
10. Puntje Taart, Kopje Thee (Ensemble)
11. Van Spijk (Bert & ensemble)
12. Oprechter Trouw (Greet, Piet & Ensemble)

Tweede Akte
1. Ouverture
2. Samen - Parijs (Greet, Piet & ensemble)
3. Nel Is aan de Man (Nel)
4. Zwart - Wit (Piet, Lucas & ensemble)
5. Muts of Temeijer (Nel, Bert & Sjaak)
6. Leve de Penicilline (ensemble)
7. Morgen Ben Ik de Bruid (Nel & ensemble)
8. Wat Zien Ik?! (Greet)
9. Wat Zien Ik?! - Reprise (Greet)

## Nominaties en prijzen
Wat Zien Ik?! was genomineerd voor de John Kraaijkamp Musical Award 2007 in de volgende categorieën. Geen van de prijzen werden gewonnen. Zie ook de lijst van winnaars van een John Kraaijkamp Musical Award.
- Beste Vrouwelijke Hoofdrol in een Grote Musical (Ellen Pieters)
- Beste Vrouwelijke Bijrol in een Grote Musical (Hilke Bierman)
- Beste Mannelijke Bijrol in een Grote Musical (Arie Cupé)
- Beste Inhoudelijke Prestatie (Frans Mulder & Allard Blom)

Daarnaast waren Arie Cupé (alternate Sjaak/Bert) en Hilke Bierman (alternate Blonde Greet/Nel) genomineerd voor een Sentimento Award, prijzen voor de beste alternates. Bierman won deze prijs ook. Op 14 mei werd de prijs in Theater aan de Parade in 's-Hertogenbosch aan haar uitgereikt.